# لانتانا تلكارية
لانتانا تلكارية (الاسم العلمي: Lantana tilcarensis) هي نوع نباتي يتبع جنس اللانتانا من فصيلة اللويزية.